# Nárt

Nártní kosti jsou vyznačeny žlutě

Nárt (latinsky metatarsus) je část lidské nohy, tvořená pěti nártními kostmi spojujícími zánártí s prstci, jedná se tedy o podobnou úlohu, kterou na ruce plní záprstí. Podobně jako záprstní kosti, i kosti nártu nemají jednotlivá jména, ale jsou číslovány ze strany od palce, primárně římskými číslicemi, avšak značí se i arabskými číslicemi.

## Zlomeniny nartů
Zlomeniny nártů se, dle závažnosti, léčí konzervativně nebo chirurgicky pomocí zevní fixace nebo vnitřní fixace. Diagnóza zlomeniny je hlavně radiologická.

## Galerie

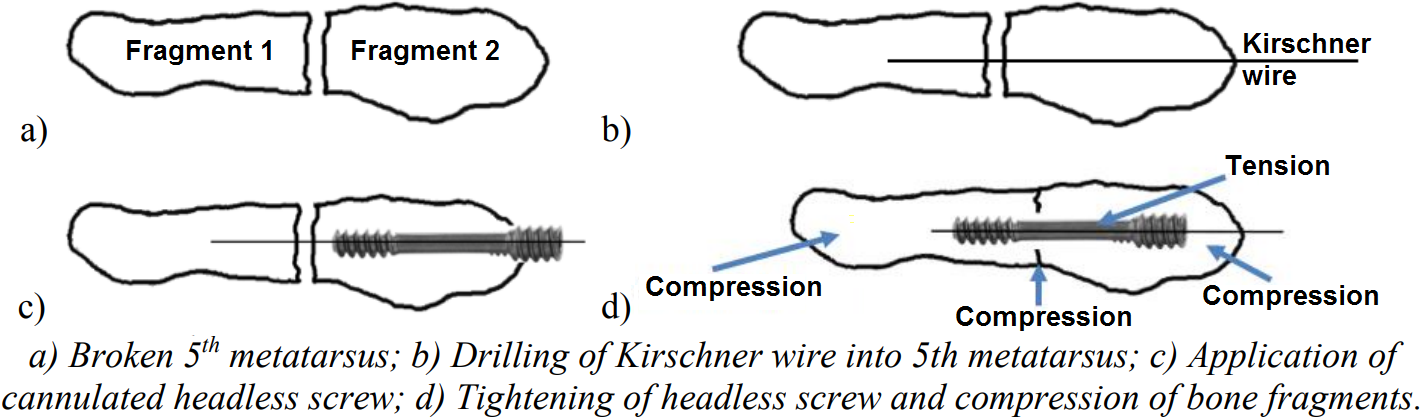
Princip osteosyntézy zlomeniny V. metatarsu vnitřní fixací pomocí kanylovaného bezhlavičkového šroubu.